# McLaren P1
La McLaren P1 est la première voiture de sport hybride du constructeur automobile britannique McLaren Automotive, mais aussi dans le monde. Elle est présentée au salon international de l'automobile de Genève 2013 et est fabriquée en 375 exemplaires.

## Historique

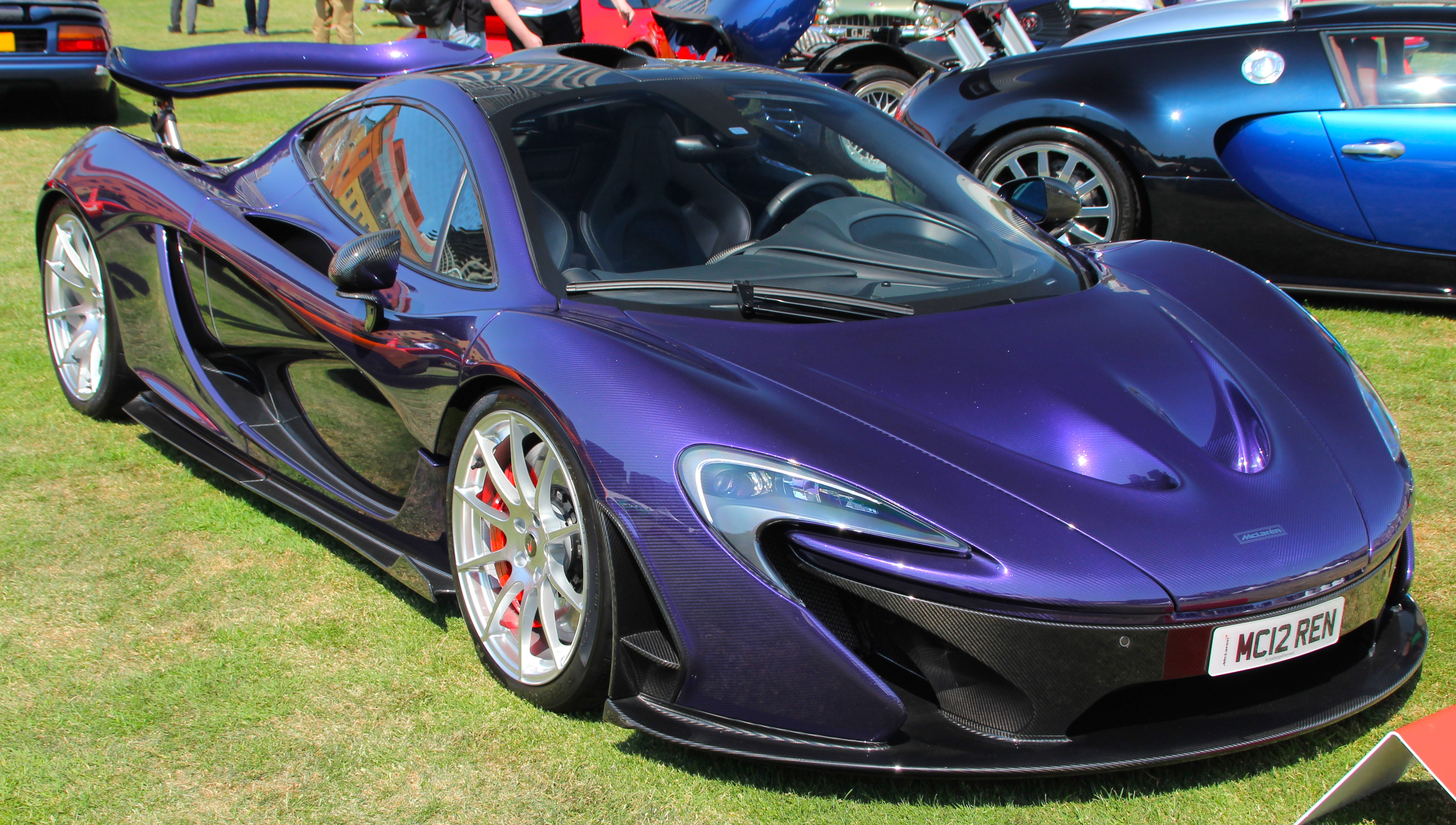
McLaren P1.

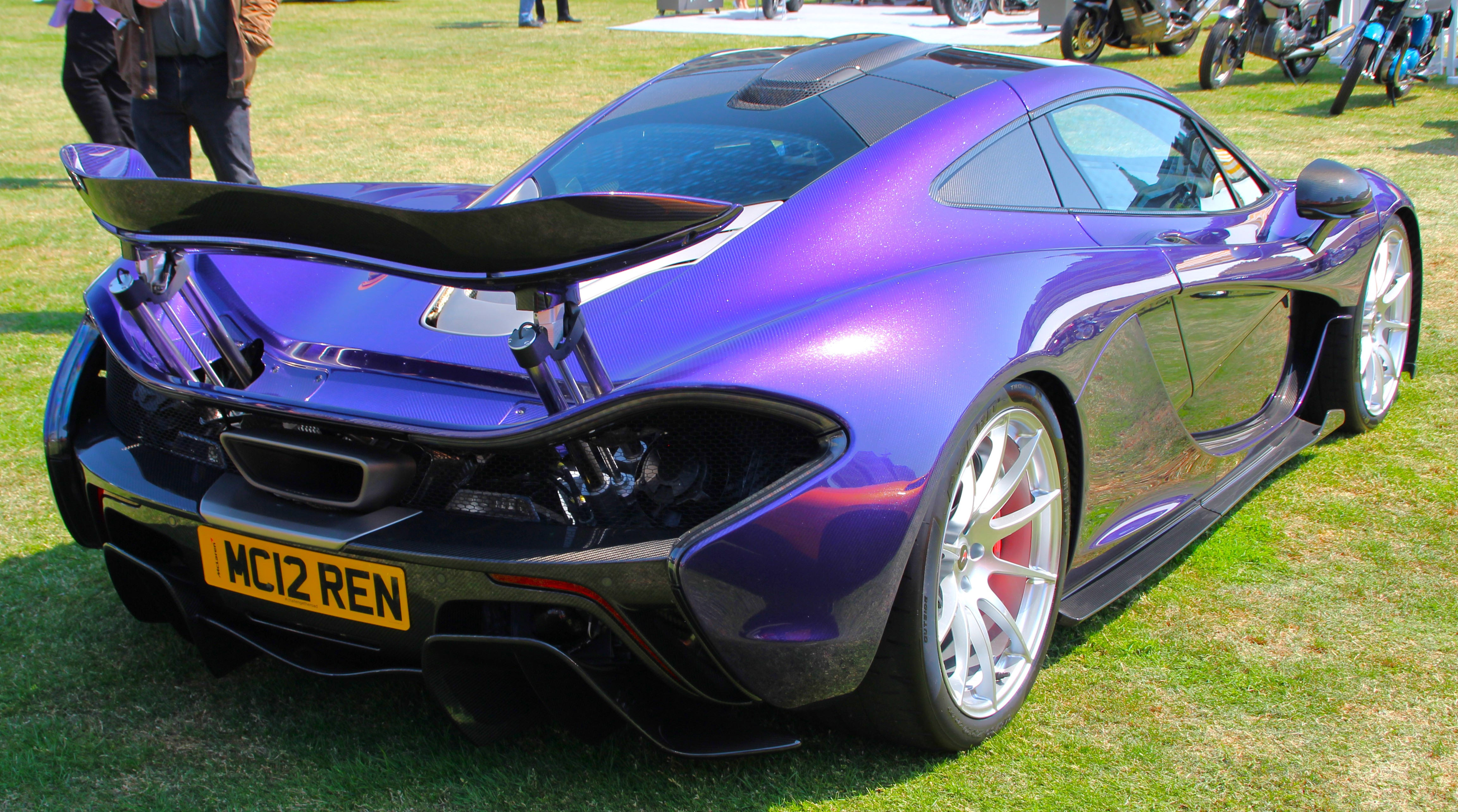
McLaren P1.

Profitant des cinquante ans d'expérience de l'écurie McLaren Racing en Formule 1, la voiture dispose d'une technologie hybride. Elle est concurrente des Ferrari LaFerrari, Lamborghini Veneno, Bugatti Veyron, Pagani Huayra, Koenigsegg Agera et Porsche 918 Spyder. Elle succède à la McLaren F1, datant de 1992. Les spécifications finales et les détails des 375 modèles exclusifs produits sont dévoilés au Salon international de l'automobile de Genève 2013. Son design signé Frank Stephenson est inspiré de la McLaren MP4-12C de 2011 avec des lignes plus agressives. Le châssis et la carrosserie sont en fibre de carbone.
En mai 2017, une McLaren P1 GTR homologuée pour la route (bien que modifiée par le préparateur Lanzante Motorsport) bat le record du temps au tour sur le Nürburgring.

## Caractéristiques techniques

### Moteur
Le moteur central est basé sur le V8 de 3,8 litres bi-turbo de la McLaren MP4-12C largement remanié et poussé à 737 ch. Il est associé à un moteur électrique (KERS) développant 179 ch avec 200 g/km de CO2, et une batterie de 96 kg entièrement rechargeable en deux heures. Le tout est associé à une boîte de vitesses robotisée à sept rapports à double embrayage et d'un aileron DRS.

### Freins
McLaren a choisi l'équipementier japonais Akebono pour le système de freinage, faisant suite à leur partenariat en Formule 1. La P1 est équipée de disques ventilés et perforés de 390 mm à l'avant et de 380 mm à l'arrière. Les quatre disques sont en carbone-céramique.

### Performances
- Régime max: 8 300 tr/min

Accélération
- 0-100 km/h : 2,7 secondes
- 0-200 km/h : 6,8 secondes
- 0-300 km/h : 16,6 secondes
- 1 000 mètres départ arrêté : 18,2 secondes

La vitesse de pointe de la McLaren est limitée électroniquement à 350 km/h. Le constructeur justifie cette limite par les pneumatiques spéciaux que nécessiteraient des vitesses de l'ordre de 400 km/h.

## Versions

### McLaren P1 GTR

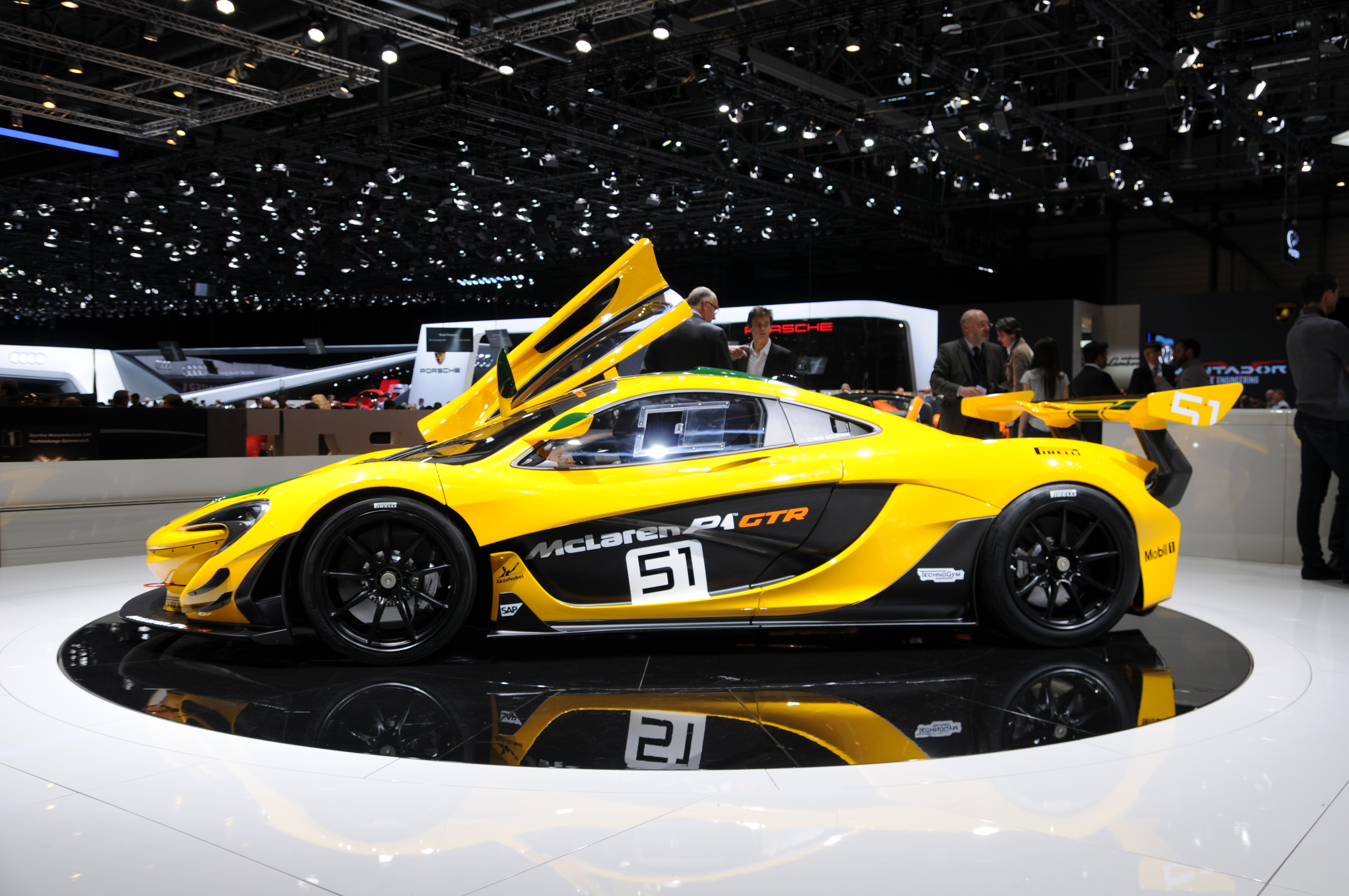
Une McLaren P1 GTR.

McLaren présente au Pebble Beach Concours d'Elegance d'août 2014 le prototype qui préfigure la P1 GTR. Limitée à 58 exemplaires, cette dernière suit les traces de la McLaren F1 GTR. À l'instar de la Ferrari FXX K, il s'agit d'une voiture de piste uniquement dédiée au circuit et non homologable sur route ou en course, sauf le châssis n°18 qui a été homologuée pour un particulier. Dépouillée du superflu et débarrassée des contraintes imposées à toute homologation, la puissance passe à environ 1 000 ch et le poids à moins de 1 300 kg.
Le package de la P1 GTR peut inclure une participation à des journées de roulage comprenant un support technique du constructeur sur les circuits les plus connus.

### McLaren P1 LM

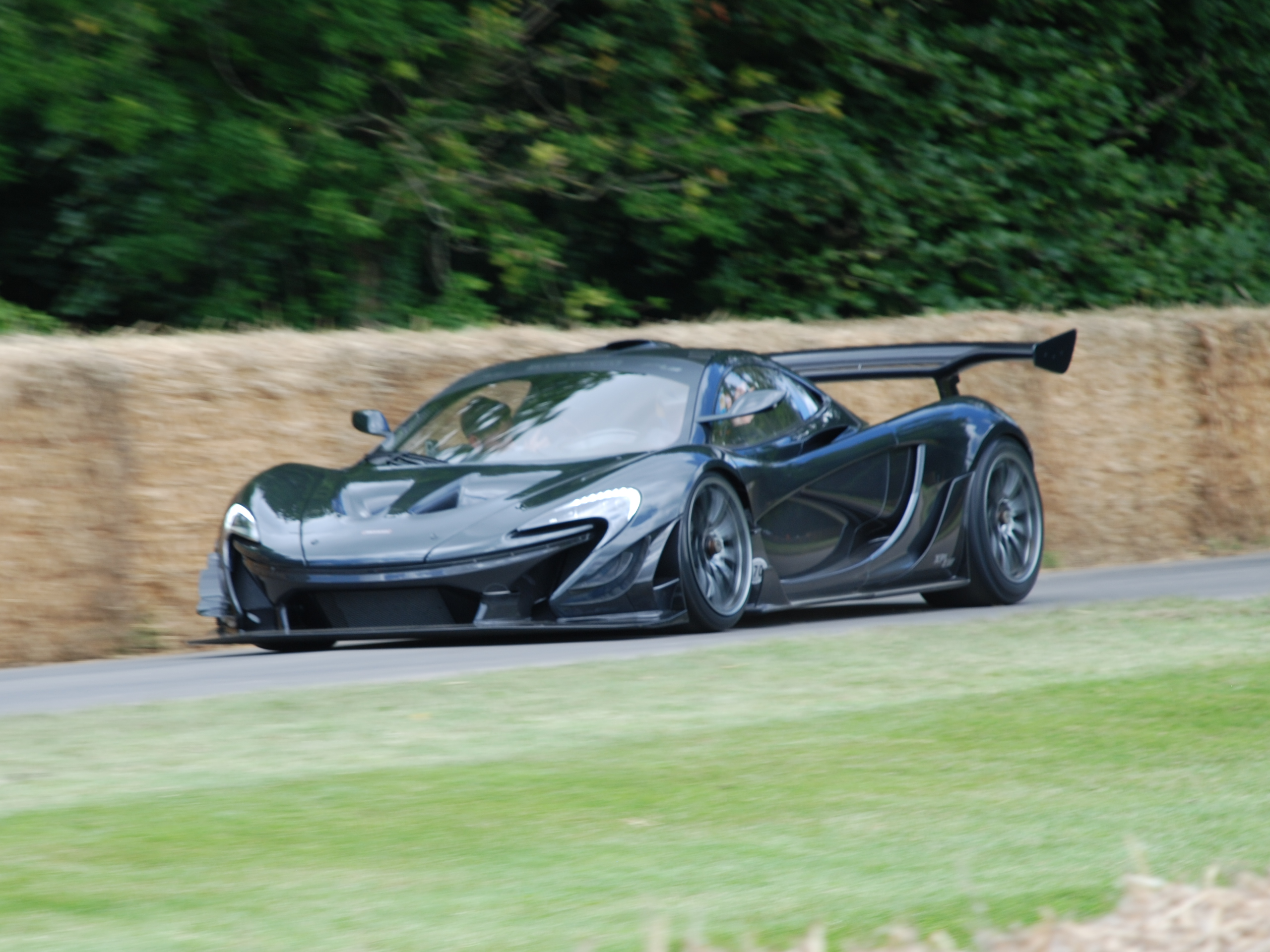
La Mclaren P1 LM au festival de vitesse de Goodwood.

La McLaren P1 LM est la version homologuée route de la P1 GTR. Son poids est plus faible que la P1 GTR. Son moteur est hybride : il est composé d'un V8 3,8L biturbo et d'un moteur électrique. Elle devient la voiture de piste la plus rapide au monde. Six modèles ont été assemblés, mais seuls 5 ont été vendus.

### McLaren P1 GT
La McLaren P1 GT est un exemplaire unique dérivé de la P1 commandé par un client venu du Moyen-Orient et construite par Lanzante. Elle succède à la F1 GT et est présentée à Goodwood en 2018.

### McLaren P1 Spider
Le jeudi 23 juin 2022, Lanzante présente une version cabriolet de la McLaren P1 au festival de vitesse de Goodwood. 
La partie centrale arrière fut totalement retravaillée, pour accueillir des arches en carbone. Malgré ces changements drastiques, Lanzante annonce que la P1 Spider affiche les mêmes performances que le modèle sur lequel elle s'est basée.

### McLaren P1 MSO
La division MSO (McLaren Special Operations) a personnalisé plus de 70 % des exemplaires de la P1. Elle a notamment sorti 5 modèles de la P1 en carbone nu.

## Dans la culture populaire

### Jeux vidéo
La McLaren P1 fait office de couverture pour l'exclusivité Xbox One : Forza Motorsport 5
La voiture apparaît dans les jeux vidéo suivants :
- Asphalt 8: Airborne
- Asphalt 9: Legends
- Assetto Corsa
- CSR Racing
- DriveClub
- Forza Motorsport 5
- Forza Motorsport 6
- Forza Motorsport 7
- Forza Motorsport 2023
- Forza Horizon 2
- Forza Horizon 3
- Forza Horizon 4
- Forza Horizon 5
- Need for Speed: Rivals
- Need for Speed: Payback
- Need for Speed Heat
- Need for Speed Unbound
- Project CARS
- Project CARS 2
- Real Racing 3
- The Crew 2
- Gran Turismo 7

Dans Grand Theft Auto V, la Progen T20, bien que n'étant pas officiellement un modèle existant, est très inspirée de la McLaren P1.
Elle est aussi la voiture utilisée par Jeremy Clarkson dans l'émission Amazon Prime "The Grand Tour", dans l'épisode 1 de la 1ère saison.

### Cinéma
La McLaren P1 apparaît au cinéma dans le film Need for Speed, sorti en 2014. C'est une adaptation du jeu vidéo éponyme. Malgré le fait que cela soit une réplique, elle lui ressemble.

### Musique
Elle apparaît également dans le clip vidéo Starboy, de The Weeknd, en collaboration avec le duo français Daft Punk.